# Чемпионат СССР по тяжёлой атлетике 1933
10-й чемпионат СССР по тяжёлой атлетике прошёл с 13 по 15 мая 1933 года в Минске (Белорусская ССР). В нём приняли участие 53 атлета, которые были разделены на 8 весовых категорий и соревновались в пятиборье (жим, рывок одной рукой, рывок двумя руками, толчок одной рукой  и толчок двумя руками).

## Медалисты
| Категория     | Золото                              | Золото   | Серебро                                  | Серебро  | Бронза                                           | Бронза   |
| До 54 кг      | Наум Лапидус «Динамо» Минск         | 365 кг   | Александр Донской «Динамо» Киев          | 360 кг   | Евгений Канторович «Динамо» Минск                | 355 кг   |
| До 58 кг      | Георгий Попов «Динамо» Харьков      | 410 кг   | Алексей Петров Совторгслужащие Ленинград | 385 кг   | Алексей Евстигнеев Клуб Кухмистерова Москва      | 367,5 кг |
| До 62 кг      | Николай Лучкин «Боец» Москва        | 412,5 кг | Михаил Рапопорт «Динамо» Ленинград       | 410 кг   | Владимир Войнилович «Динамо» Минск               | 395 кг   |
| До 66 кг      | Николай Шатов «Динамо» Ленинград    | 455 кг   | Иван Коркин Вооружённые Силы Москва      | 405 кг   | Акоп Акопянц «Динамо» Эривань                    | 402,5 кг |
| До 70 кг      | Михаил Ганиза «Динамо» Москва       | 452,5 кг | Михаил Морозов «Динамо» Ленинград        | 442,5 кг | Пётр Рунов «Динамо» Горький                      | 415 кг   |
| До 75 кг      | Альберт Шульц «Темп» Баку           | 467,5 кг | Дмитрий Поляков «Динамо» Москва          | 455 кг   | Константин Милеев «Темп» Минск                   | 412,5 кг |
| До 82,5 кг    | Аркадий Касперович «Динамо» Харьков | 510 кг   | Виктор Крылов «Динамо» Москва            | 507,5 кг | Александр Ляпидевский Вооружённые Силы Ленинград | 417,5 кг |
| Свыше 82,5 кг | Серго Амбарцумян «Динамо» Эривань   | 505 кг   | Константин Назаров «Динамо» Москва       | 477,5 кг | Пётр Прима «Динамо» Харьков                      | 452,5 кг |